# Суперсекс
Суперсекс (итал. Supersex) је италијанска биографско-драмска телевизијска серија о животу италијанског порнографског глумца Рока Сифредија. Објављена је 6. марта 2024. године на Нетфликсу.

## Радња
Серија прати живот италијанског порнографског глумца Рока Сифредија од његовог детињства до пензионисања 2005. године када се потпуно посветио режији и продукцији.

## Улоге
| Глумац            | Улога              |
| ----------------- | ------------------ |
| Алесандро Борги   | Роко Сифреди       |
| Џасмине Тринка    | Лучија             |
| Адријано Ђанини   | Томасо             |
| Енрико Борељо     | Габријеле          |
| Винћенцо Немолато | Рикардо Скики      |
| Гала Месерклингер | Моана Поци         |
| Џејд Педри        | Силвија            |
| Линда Кариди      | Тина               |
| Саул Нани         | млади Роко Сифреди |

## Епизоде
| Бр. еп. | Наслов                        | Редитељ            | Сценариста         | Премијера     |
| ------- | ----------------------------- | ------------------ | ------------------ | ------------- |
| 1       | Супермоћ                      | Матео Ровере       | Франческа Манијери | 6. март 2024. |
| 2       | Жудња                         | Франческа Мацолени | Франческа Манијери | 6. март 2024. |
| 3       | Звер                          | Франческо Карозини | Франческа Манијери | 6. март 2024. |
| 4       | Сан                           | Матео Ровере       | Франческа Манијери | 6. март 2024. |
| 5       | Острво                        | Франческа Мацолени | Франческа Манијери | 6. март 2024. |
| 6       | Ускрснуће тела                | Матео Ровере       | Франческа Манијери | 6. март 2024. |
| 7       | Мушкост је на последњем месту | Франческо Карозини | Франческа Манијери | 6. март 2024. |